# Natalia Polonska-Vasilenko
Natalia Dimitrivna Polonska-Vasilenko (en ucraniano: Наталія Полонська-Василенко; Járkov, 12 de febrero de 1884-Dornstadt, Alemania Occidental, 8 de junio de 1973) fue una historiadora ucraniana de las más destacados del siglo XX. También era esposa del académico de historia y político ucraniano Mikola Vasilenko.

## Biografía
Polonska-Vasilenko pertenecía a la nobleza rusa, ya que su padre era el oficial imperial ruso Dmitró Menshov (1855-1918). Polonska-Vasilenko estudió historia con Mitrofan Dovnar-Zapolski en la Universidad de Kiev y desde 1912 fue miembro de la Sociedad Histórica de Néstor el Cronista, con sede en Kiev. Desde 1916 fue profesora en la Universidad de Kiev y directora de su museo arqueológico.
Durante la década de 1920, los años más liberales del dominio soviético, fue profesora en los Institutos de Geografía, Arqueología y Arte de Kiev e investigadora asociada en la Academia de Ciencias de Ucrania (VUAN). Polonska-Vasilenko sobrevivió a las purgas de Stalin de la década de 1930, y fue miembro de la academia reorganizada y sovietizada de 1937 a 1941. En 1940, recibió su doctorado y se convirtió en profesora en la Universidad de Kiev.
Durante la ocupación alemana en la Segunda Guerra Mundial, dirigió el Archivo Central de Documentos Antiguos de Kiev y trabajó en la administración de la ciudad de Kiev, fue responsable del cambio de nombre de las calles y consultó el Museo del Archivo del Período de Transición de Kiev (dedicado a los logros de la ocupación alemana y los crímenes de los comunistas). Cuando los alemanes empezaron a retroceder en el frente, Polonska-Vasilenko huyó hacia el oeste: primero a Leópolis, luego a Praga y finalmente a Baviera. Fue profesora en la Universidad Libre Ucraniana en Praga (1944-1945), y junto con esta institución se trasladó a Múnich, donde continuó enseñando hasta su muerte en 1973.
Natalia Polonska-Vasilenko también formó parte de la Sociedad Histórica y Filológica de Ucrania, de la Sociedad Científica Shevchenko desde 1947 y de la Academia Internacional de Ciencias de París desde 1953. En la década de 1960 participó activamente en la creación de la Asociación Histórica Ucraniana con sede en Estados Unidos y fue su vicepresidenta desde 1965.

## Obras
Polonska-Vasilenko era especialista en arqueología ucraniana, la historia del Rus de Kiev, la historia posterior de los cosacos de Zaporiyia y la historia de su propia época. También escribió extensamente sobre historiografía ucraniana moderna.
Antes de la Primera Guerra Mundial, participó en la compilación y redacción de un gran atlas de historia cultural rusa que se publicó en tres volúmenes entre 1913 y 1914. Durante la década de 1920, publicó extensamente en diversas revistas de la Academia Ucraniana sobre los cosacos de Zaporiyia. y la transformación y absorción del sur de Ucrania por el Imperio ruso durante los reinados de Catalina II de Rusia y sus predecesores.
Durante la Guerra Fría, privada del uso de los archivos de su tierra natal, Polonska-Vasilenko recopiló y reimprimió muchos de sus estudios anteriores sobre Zaporiyia (1965-67), escribió varias memorias de la vida intelectual en la Ucrania revolucionaria y soviética, incluida una historia de la Academia de Ciencias de Ucrania (2 vols. 1955-1958), publicó un libro sobre las represiones de Stalin contra los historiadores ucranianos (1962) y, al final de su carrera, se volvió cada vez más hacia la síntesis, publicando un volumen sobre historiografía ucraniana (1971). ) y una historia general de Ucrania en dos volúmenes (1973-1976).
En su enfoque general de la historia de Ucrania, Polonska-Vasilenko siguió el ejemplo de su distinguido predecesor emigrado, Dmitró Doroshenko, destacando la importancia de la clase de oficiales cosacos y la nobleza ucraniana en la que más tarde se transformaron. También vio los esfuerzos de esta clase por la unidad nacional y la independencia, o, al menos, la autonomía, como una de las principales corrientes de la historia de Ucrania, y caracterizó el siglo XIX como una época de ocupación rusa y austriaca. Su historia general terminó con la llegada del dominio soviético.
Algunas de sus obras más destacadas son:
- Dos concepciones de la historia de Ucrania y Rusia, Universidad Libre Ucraniana (Múnich, 1970).
- Historia de Ucrania, Universidad Libre Ucraniana (Múnich, 1988).

## Legado
A través de su enseñanza en la Universidad Libre de Ucrania y sus numerosas publicaciones, Polonska-Vasilenko influyó en varios historiadores ucranianos más jóvenes en Occidente, especialmente en el fundador de la Asociación Histórica de Ucrania, Lubomir Winar. Después de la proclamación de la independencia de Ucrania en 1991 y el posterior crecimiento de la libertad intelectual, sus principales obras, incluida su historia de la Academia Ucraniana y su historia general de Ucrania, se reimprimieron en su tierra natal, donde finalmente se hizo ampliamente conocida.